# استان عشاق
عشاق یا (اوشاک)  (به ترکی استانبولی: Uşak) نام یکی از ۸۱ استان ترکیه است که مرکز آن هم شهر اوشاک است.

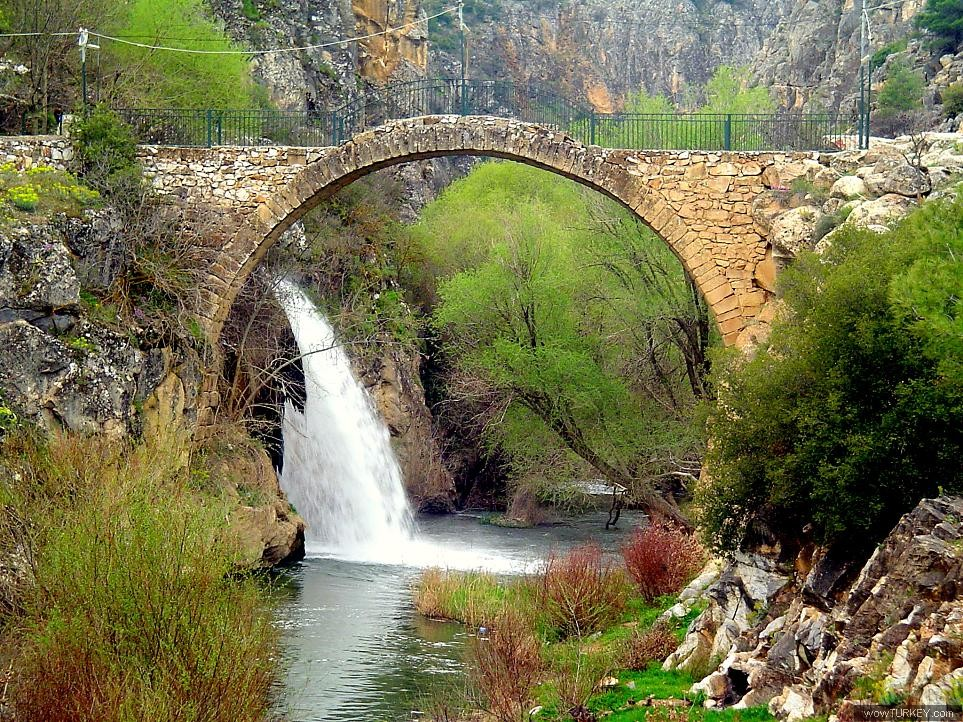
Clandıras bridge near Karahallı

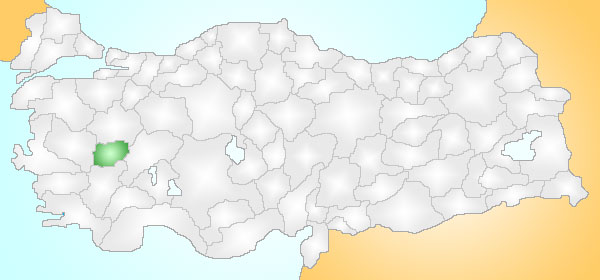
محل استان اوشاک در نقشه ترکیه